# اريك شوارتز (صحفي)
اريك شوارتز (بالإنجليزية: Eric Schwartz)‏ هو مغني وصحفي وكاتب أغاني ومغن مؤلف أمريكي، ولد في القرن العشرين في نيويورك في الولايات المتحدة.

## وصلات خارجية
- الموقع الرسمي
- اريك شوارتز على موقع IMDb (الإنجليزية)
- اريك شوارتز على موقع ميوزك برينز (الإنجليزية)
- اريك شوارتز على موقع أول ميوزيك (الإنجليزية)